# Odprto prvenstvo Avstralije 2024
Odprto prvenstvo Avstralije 2024 je sto dvanajsti teniški turnir za Grand Slam, ki je potekal med 14. in 28. januarjem 2024 v Melbournu.

## Rezultati

### Moški posamično
- Jannik Sinner :  Daniil Medvedjev, 3–6, 3–6, 6–4, 6–4, 6–3.

### Ženske posamično
- Arina Sabalenka :  Činven Dženg, 6–3, 6–2.

### Moške dvojice
- Rohan Bopanna /  Matthew Ebden :  Simone Bolelli /  Andrea Vavassori, 7–6(7–0), 7–5.

### Ženske dvojice
- Hsieh Su-wei /  Elise Mertens :  Ljudmila Kičenok /  Jeļena Ostapenko, 6–1, 7–5.

### Mešane dvojice
- Hsieh Su-wei /  Jan Zieliński :  Desirae Krawczyk /  Neal Skupski, 6–7(5–7), 6–4, [11–9].